# Чандо (Посон)
Чандо (кор. 장도, 獐島) — небольшой обитаемый остров Корейского архипелага, принадлежащий Республике Корея, у южного берега полуострова Корея, в Корейском проливе. Находится в заливе Сунчхонман. Относится к уездному городу Польгёри в уезде Посон в провинции Чолла-Намдо. Площадь острова 2,5 квадратных километра. Берег острова изрезан, длина береговой линии 16 километров. Высшая точка — 76 метров. Иероглиф «чан» (獐) в названии означает водяного оленя из-за формы острова. Находится в 3,8 километрах к юго-востоку от Польгёри, к северо-западу от порта Йосу.
Первоначально относился к мёну Тольсан (돌산면) в уезде Йосу, с 1914 года — к мёну Тонган в уезде Йосу, с 1983 года по настоящее время — к Польгёри в уезде Посон.
Местные жители занимаются рыбной ловлей (креветки, Octopus minor), сельским хозяйством и разведением моллюсков (Tegillarca granosa, Venerupis philippinarum). Основными сельскохозяйственными культурами являются ячмень, рис, сладкий картофель, арахис и чеснок.